# Chigarapura, Bangarapet
Chigarapura là một làng thuộc tehsil Bangarapet, huyện Kolar, bang Karnataka, Ấn Độ.